# Hollands hoen

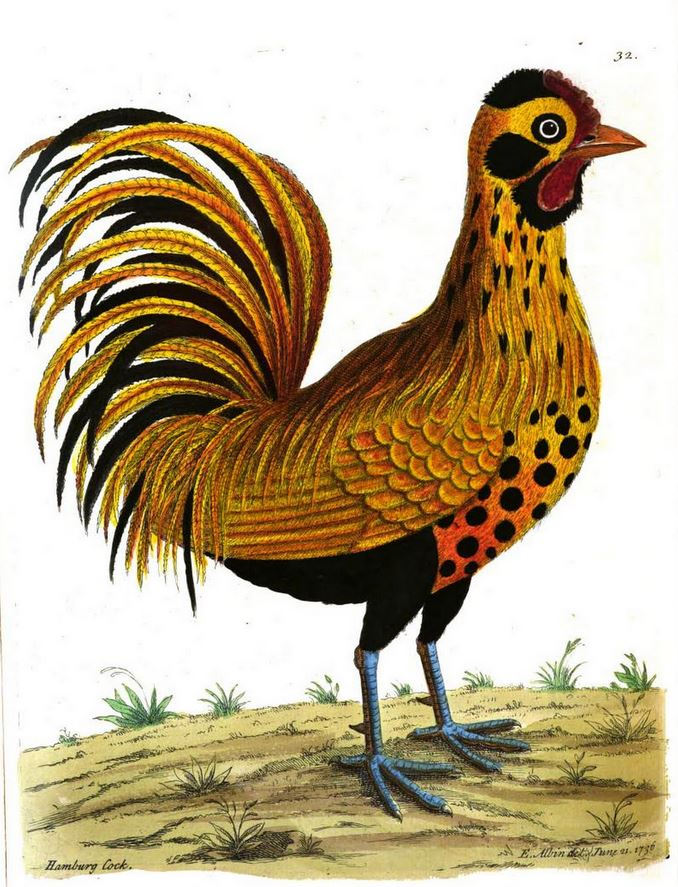
Eerste afbeelding van een goud-zwartgeloverde haan (Albin, 1740)

Het Hollands hoen is een oud kippenras, dat in drie onderrassen opgedeeld is en gedeeltelijk in Nederland, Groot-Brittannië en Duitsland ontstaan is. Er bestaat ook een krielvariant.

## Oorsprong
De drie onderrassen van het Hollands hoen, namelijk de gepelden, de geloverden en de zwarten (of eenkleurigen), hebben een verschillende ontwikkelingsgeschiedenis. Desondanks is het ras vanwege meerdere gemeenschappelijke uiterlijke kenmerken, namelijk de bouw en de rozenkam en het ontstaan in het Noordzeekustgebied als één enkel ras erkend. De Engelse fokkers waren al vanaf de 18e eeuw actief en hebben in de 19e eeuw de eerste rassenstandaards opgesteld. Omdat de dieren in Groot-Brittannië gedeeltelijk over de Hamburger haven geïmporteerd waren, kregen ze daar de naam "Hamburgh". Deze naam werd later in Duitsland ook gebruikt in de vorm "Hamburger". De witte en koekoekkleurslagen zijn van recentere datum.

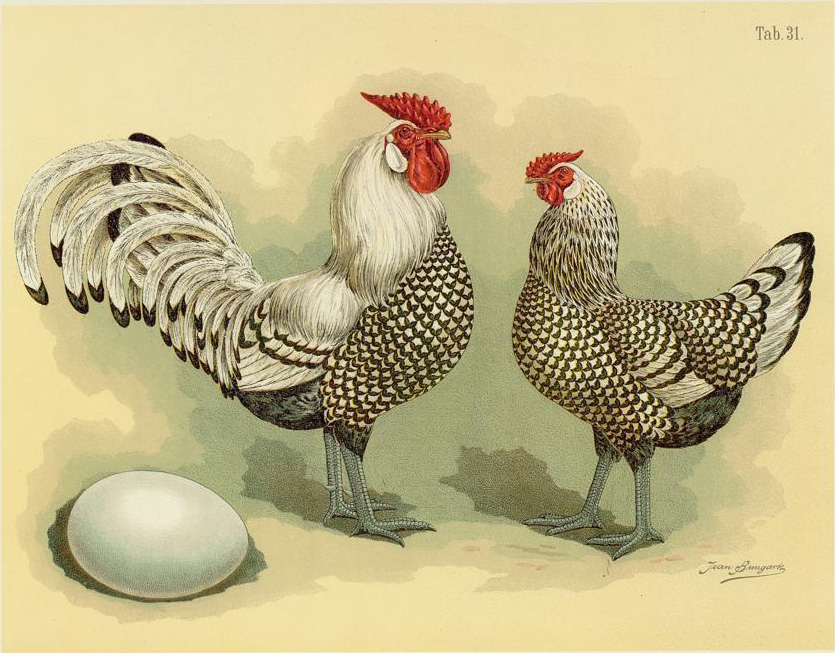
Zilver-zwartgeloverde haan en hen

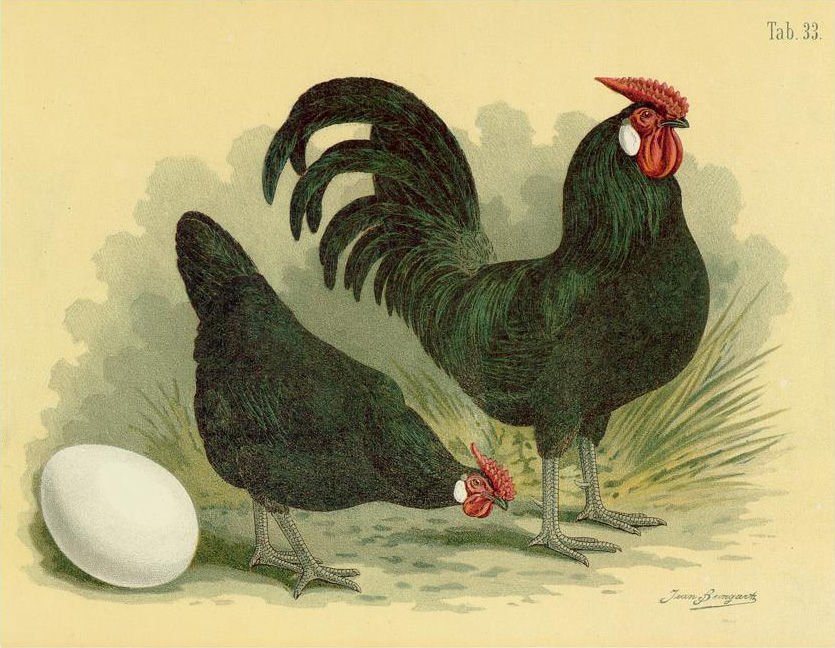
Zwarte haan en hen

### Gepelde variant
Aangezien de meeste gepelde hoenders in Nederland en België als landhoen voorkwamen, wordt algemeen aangenomen dat de gepelde variant in Nederland ontstaan is. De vroegere oorsprong van de gepelde rassen ligt mogelijk in Turkije of andere gebieden binnen het Ottomaanse Rijk. Latere inkruisingen met brakels of de Campiner worden vermoed.

### Geloverde variant
De Britse fokkers eisen de creatie van de geloverde Hollandse hoenders op. De gemeenschappelijke kenmerken met rassen uit het midden, noorden en westen van Engeland, namelijk de verdwenen Mooneys en het Oud-Engelse fazantenhoen, bevestigen deze theorie.

### Zwarte variant
In Noord-Duitsland is de zwarte variant ontstaan, door inkruising van minorca's en sumatrahoenders. De invloed van de minorca's laat zich nog zien door de grote witte oorlellen.

## Kenmerken
Het Hollandse hoen heeft een typische landhoenvorm en een rozenkam. Het ras is betrekkelijk licht (haan 2,5 kg, hen 1,8 kg) en werd van oudsher vooral als legkip gebruikt. De gepelde variant heeft uiterlijk grote gelijkenis met het assendelfterhoen. Waarschijnlijk onder invloed van de Engelse variant van het Kempisch hoen, de Campiner, kunnen de gepelde hanen ook hennevederig zijn. De zwarte variant is iets zwaarder met geringere legprestaties. Ondanks de vroegere reputatie als uitzonderlijk goede leggers, leggen de hennen tegenwoordig ongeveer 150 witte eieren per jaar.

## Kleurslagen

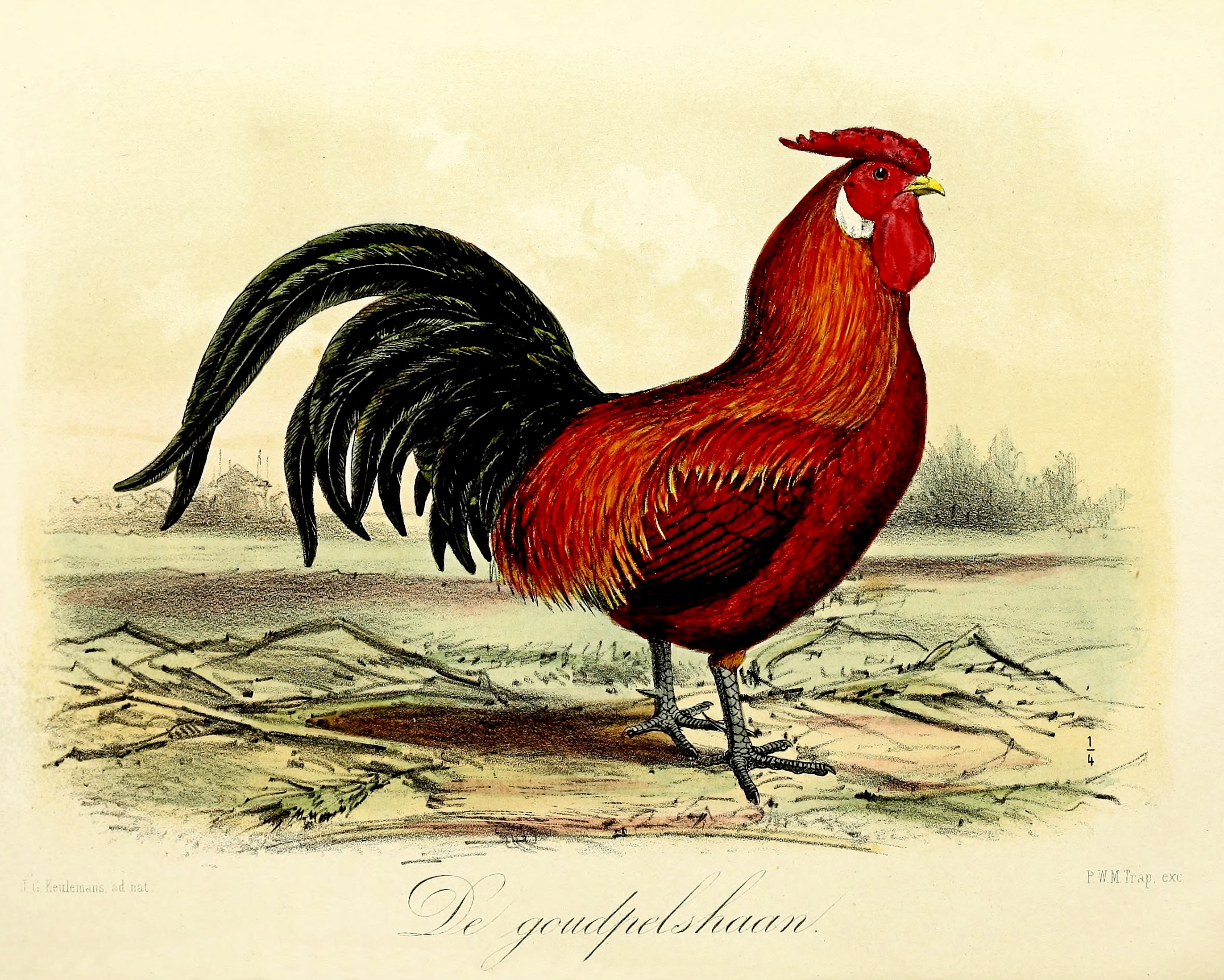
Keulemans 1869

Erkend zijn goud-zwartgeloverd, zilver-zwartgeloverd, goudpel, zilverpel, citroenpel, geelwitpel, goud blauwpel, zwart, blauw, wit en koekoek.

## Speciaalclub
Het ras valt onder de Hollandse Hoenfokkersclub, gevestigd in Bolsward.